# Irizar PB
Irizar PB — флагманская серия туристических автобусов испанской фирмы Irizar. Как и серия Irizar Century, она тоже монтируется на шасси различных производителей. Флагманская серия имеет 12 базовых моделей от 12 до 15 метров в длину.
Автобусы Irizar PB имеют кузова с округлой футуристической формой с высоким расположением
салона, продолжающим развитие прежнего стилевого решения. Осенью 2003 года двухосный
Irizar PB был удостоен титула «Автобус 2004 года».
- Irizar PB
- Irizar PB на шасси Mercedes-Benz OC 500 RF
- Irizar PB на шасси Irisbus EuroRider D43
- Irizar PB
- Scania Irizar PB 6x2 на Poznan International Fair

## Технические характеристики
| Технические характеристики    | Irizar PB 12.35 | Irizar PB 12.92 3-осный |
| Назначение                    | Туристический   | Туристический           |
| Габаритные размеры, мм        | 12000x2550x3670 | 12920x2550x3870         |
| Колёсная база, мм             | 5930            | 5740/1500               |
| Число мест для сидения        | 44+1+1          | 48-57                   |
| Число дверей для пассажиров   | 2               | 2                       |
| Двигатель                     | Scania          | Scania                  |
| Рабочий объём двигателя, л    | 11,7            | 11,7                    |
| Мощность двигателя, л.с./ кВт | 420 / 309       | 420 / 309               |
| Крутящий момент, Н.м          | 2000            | 2000                    |
| Коробка передач               | А8              | А8                      |